# Håkan Möller (litteraturvetare)
För andra betydelser, se Håkan Möller.
Nils Håkan Möller, född 17 oktober 1959 i Västerås församling, är en svensk litteraturvetare, teolog och professor samt vice preses i Kungl. Vitterhetsakademien och filosofisk-filologiska klassens ordförande.

## Biografi
Möller är son till teckningsläraren och gymnesieinspektören Yngve Möller samt sonson till bankdirektör Nils Möller.
Håkan Möller har disputerat på avhandlingar om Johan Olof Wallin två gånger, först i kyrkovetenskap 1997 och sedan i litteraturvetenskap 2000 vid Uppsala universitet. Han blev docent i litteraturvetenskap vid Uppsala universitet 2003 och docent i nordisk litteratur vid Helsingfors universitet 2004. Han har också forskat kring Pär Lagerkvists författargärning. Han är sedan 2011 professor vid Institutionen för litteratur, idéhistoria och religion vid Göteborgs universitet.
Han var i sitt andra äktenskap gift 2001–2010 med Anna Hellström (född 1970), dotter till biskopen Jan Arvid Hellström och artisten Lena Hellström. Tillsammans fick de en son 2001 och en dotter 2005.

## Utmärkelser och ledamotskap
- Ledamot av Kungl. Vitterhetsakademien (LHA, 2016)